# こだわりナビ
こだわりナビ（Kodawari Navi）は、テレビ朝日（TV ASAHI）で放送されている商品やサービスを紹介するミニ情報番組テレビ。当項では、毎週月曜日、水曜日、木曜日の14:30 - 16:30（不定期90秒）に放送される。

## 概要
前番組『夢情報』の後を受け、2017年4月3日に『Catch the Waveこだわりナビ』としてスタート。外国人MCがDJに扮し、毎回様々な商品や企業のオススメなどを紹介する番組。
日本人女性リポーターがそれぞれの得意分野に分かれ、現場に出向きリポートする。
まとめでは、外国人MCから、その商品に関連した日本独特のこだわりも紹介。そこにはトリビア的なものもあり、少し得した気分にもなれる。

### 番組の沿革
- 2017年4月3日：番組スタート。

## 出演者
- クリス・マッコームス （2017年4月からレギュラーMC）
- マーク・チネリー （2017年4月からレギュラーMC）
- ジャスティン・パターソン （2020年1月20日からレギュラーMC）
- 加藤るみ （2017年4月からレギュラーリポーター）
- 池田香織 （2017年4月からレギュラーリポーター）
- 芝井美香 （2017年4月からレギュラーリポーター）
- 斎藤亜美 （2017年4月からレギュラーリポーター）
- 野口径  （2017年4月からレギュラーリポーター）